# ナショナル・ボード・オブ・レビュー賞 (1934年)
第6回ナショナル・ボード・オブ・レビュー賞は1934年12月20日に発表された。

## 受賞一覧

### 作品賞(トップ10)
- 『或る夜の出来事』 It Happened One Night

(2位以下はアルファベット順)
- 『モンテ・クリスト伯』 The Count of Monte Cristo
- 『情熱なき犯罪』 Crime Without Passion
- 『エスキモー』 Eskimo
- The First World War
- 『肉弾鬼中隊』The Lost Patrol
- Lot in Sodom
- No Greater Glory
- 『影なき男』 The Thin Man
- 『奇傑パンチョ』 Viva Villa!

### 外国語映画賞(トップ5)
- 『アラン』Man of Aran イギリス

（2位以下はアルファベット順)
- 『青の光』 Das blaue Licht  ドイツ
- 『カザリン大帝』 Catherine the Great  イギリス
- The Constant Nymph  イギリス
- 『ボヴァリー夫人』 Madame Bovary  フランス

## 参考サイト
1. ↑  “1934 Award Winners”. 2013年10月9日閲覧。